# كارولين كاتزينستين
كارولين كاتزينستين (بالإنجليزية: Caroline Katzenstein)‏ من مواليد 31 يناير عام 1888 – 1968، كاتبة وناشطة نسوية أمريكية تدعو إلى المساواة في الحقوق بين الجنسين فيما يتعلق بقوانين التصويت والتأمين الصحي. اشتُهرت بنشاطها في العمل مع الحركة النسوية في فيلادلفيا من خلال عملها داخل فرع بنسلفانيا من الجمعية الوطنية الأمريكية للمطالبة بحق المرأة في الاقتراع. وقد لعبت دورًا هامًا في تشكيل الحزب الوطني للمرأة الذي عُرف سابقًا باسم اتحاد الدفاع عن حق المرأة في التصويت. عُرفت كاتزينستين بنشاطها في حركة المساواة في الحقوق إذ عملت مع اللجنة التشريعية المشتركة للمرأة إلى جانب أليس بول (ناشطة نسوية)، اللتان استطاعتا وضع تغيير لتعديل الحقوق المتساوية. ألَّفت كتاب رفع الستار: حملات الدولة والمرأة النسوية في بنسلفانيا كما أراها (عام 1955).

## النشاطية

### حق المرأة في الاقتراع
انخرطت كاتزينستين في حرب الكفاح من أجل حق النساء في التصويت في فيلادلفيا. في عام 1910، في الثانية والعشرين من عمرها، بدأت كاتزينستين دورها الرسمي الأول مع حركة المطالبة بحق تصويت النساء في الولايات المتحدة إذ شغلت منصب الأمين لجمعية الناشطات النسويات في بنسلفانيا (فرع بنسلفانيا للجمعية الوطنية الأمريكية للمطالبة بحق المرأة في الاقتراع أو إن إيه دبليو إس إيه) والجمعية النسوية في فيلادلفيا، التي كان مقرها في فيلادلفيا حتى عام 1912 عندما نُقفت إلى هاريسبرج؛ وأعيدت تسمية مكتب فيلادلفيا ليكون مقر المقاطعة الشرقية من بنسلفانيا. لاحقًا، تأسست جمعية الحقوق المتساوية في فيلادلفيا في المقر ذاته في فيلادلفيا. وفي العام التالي، أي في عام 1911، طُلب من كاتزينستين الانضمام إلى لجنة الجمعية الوطنية الأمريكية للمطالبة بحق المرأة في الاقتراع واستمرت بالعمل فيها مدة سنتين.
في عام 1913، بدأت الناشطة النسوية أليس بول حملتها الانتخابية في فيلادلفيا، على اعتقاد منها بأن: «نظرًا لأهمية مدينة فيلادلفيا التاريخية باعتبارها منشأ الأمة ... فقد كان الاحتجاج للمطالبة بحقوق المرأة في فيلادلفيا لفتة رمزية هامة للحركة». أيَّدت كاتزينستين أساليب بول المتشددة والراديكالية في كثير من الأحيان، وفي أثناء أحد الخطابات التي ألقتها بول في حيّ كنسينغتون، قامت كاتزينستين بتوزيع كتيبات تهدف لدعم مبادئ الحركة. عُرفت أساليب بول بأنها راديكالية بالنسبة للجمعية الوطنية ونتيجةً لذلك، قامت بول ومؤيدوها –بمن في ذلك كاتزينستين– بتشكيل اتحاد الدفاع عن حق المرأة في التصويت الذي أُعيد تسميته لاحقًا ليصبح الحزب الوطني للمرأة (إن دبليو بي). تمثل أحد الاختلافات الرئيسية في النُّهج بين الجمعيتين الرئيسيتين بأن الأولى (إن إيه دبليو إس إيه وفروعها) تعتقد أن حق المرأة في التصويت ينبغي أن يُمنح على مستوى الدولة، في حين أن الثانية (المجموعة التي أصبحت فيما بعد تُعرف باسم الحزب الوطني للمرأة) دعت إلى إجراء تعديل دستوري كامل.

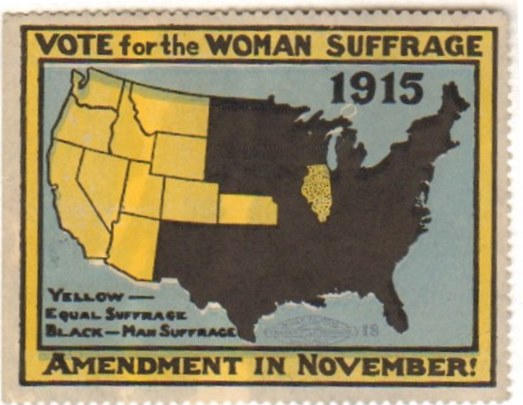
طابع ملصق صممته كارولين كاتزنشتاين للتوزيع على المستوى الوطني لتشجيع التصويت لصالح تعديل حق المرأة في التصويت في نوفمبر 1915.

في البداية، ظلت كاتزينستين مخلصة لكل من الجمعية الوطنية واتحاد الدفاع عن حق المرأة في التصويت، ولكن التوترات داخل الجمعية السابقة أرغمت كاتزينستين على الاستقالة من منصبها (أمين فرع فيلادلفيا في الجمعية الوطنية) في عام 1914. وفي العام ذاته، افتتحت جمعية الحقوق المتساوية في فيلادلفيا مقرًا جديدًا ووظَّفت كاتزينستين وكيل الدعاية وأمين الفرع. في أثناء وجودها هناك، صمَّمت كاتزينستين طابعًا ملصقًا على خريطة توضح فيه الولايات المؤيدة والمعارضة لفكرة حق المرأة في التصويت، من أجل التوزيع الحكومي والوطني لتعزيز الاستفتاء. عملت كاتزينستين كأمين تنفيذي حتى أوائل عام 1916، ثم استقالت بعد وقت قصير من رفض استفتاء فيلادلفيا للتصويت قائلةّ بأن التعديلات على نطاق الدولة لن تُحدث أي تغيير كبير.
في ربيع عام 1916، بدأت كاتزينستين بمزاولة عملها بمنصب الأمين التنفيذي ورئيس الدعاية لفرع بنسلفانيا (فرع بنسلفانيا من اتحاد الدفاع عن حق المرأة في التصويت).